# جوليان فورت ووكر
جوليان فورت ووكر (بالإنجليزية: Julian F. Walker)‏ ( و. 7 مايو 1929 - 7 يوليو 2018) دبلوماسي وضابط عسكري ومؤلف ورسام خرائط بريطاني. شغل منصب سفير بريطانيا التاسع والأخير لدى إمارات الساحل المتصالح في دبي قبل تشكيل الإمارات العربية المتحدة عام 1971. لعب دورًا أساسيًا في ترسيم الحدود الحالية للإمارات العربية المتحدة وكذلك حدودها مع عمان خلال فترة عمله كمساعد مسؤول سياسي في الإمارات المتصالحة والبحرين المستعمرة بين الخمسينيات والستينيات.
شغل خلال مسيرته الدبلوماسية التي امتدت لما يقرب من 40 عامًا مناصب مختلفة في أماكن مثل البحرين وعمان والعراق والمغرب وبرلين الغربية وأيرلندا الشمالية ولبنان والنرويج. كما عين سفيراً لبريطانيا في اليمن الشمالي من 1979 إلى 1984 ثم قطر بين 1984 و 1987.